# Бузи (река)
Бузи (верховье в Зимбабве — Будзи; порт. Rio Búzi) — река в Юго-Восточной Африке. Длина реки — 437 км. Площадь водосборного бассейна — 27700 км², по другим данным — 28980 км².
Исток находится на востоке Зимбабве у города Чипинге. Река течёт сначала на юго-восток, потом на северо-восток, пересекает мозамбикские провинции Маника и Софала. Впадает в Мозамбикский пролив к западу от Бейры, образуя здесь эстуарий.
Данная река, как и многие другие реки в юго-центральной части Африки, имеет высокие сезонные колебания: переполняется в сезон дождей и крайне маловодна в сухой сезон. Подъём воды вследствие дождей может достигать 7-и м.
Является основным местонахождением нефтегазоносные отложений сенона-палеоцена — 0,4 млрд м³.
Среднегодовая температура воздуха в бассейне реки — 24,4 °C. В год выпадает около 1000 мм осадков. С апреля по октябрь-ноябрь длится засушливый сезон со средней температурой около 20 °C, с декабря — сезон дождей с температурой около 28 °C.
Основные притоки — Лусите и Ревуэ, оба — левые.